# ANOTHER LIGHT
『ANOTHER LIGHT』(アナザー・ライト)は、韓国のアイドルグループ「ジェクスキス(Sechs Kies)」が2017年にリリースしたアルバム。2017年9月21日に音源リリース、22日アルバム発売。26日から日本配信開始。

## 解説
- 1999年発売の正規4thアルバム『Com’Back』以来、18年ぶりとなる正規アルバム。
- 新曲9曲を盛り込んだフル・アルバムの発表は2016年のグループ再結成後初。
- 「SOMETHING SPECIAL」と「SMILE」のダブル・タイトル。
- 「Type A」と「Type B」の二つのバージョンで発売。「Type A」と「Type B」は、ジャケット・フォトカード・ブックレット(64p)の構成が異なる。
- SECHSKIES(ジェクスキス)、韓国4枚目のアルバム『Com’Back』以来、18年振りに発売する5枚目のフル・アルバムがリリース！アルバム・タイトルの『ANOTHER LIGHT』は、「SECHSKIESだけの新しいコンセプト、差別化されたカラーと光を取り入れたアルバム」という意味で、SECHSKIESがこれから向かっていく音楽的な方向性と魅力を垣間見ることができるという意味を含んでいる。タイトル曲「SOMETHING SPECIAL」は、軽快なヒップホップ&レゲエ・サウンドに、愛する恋人への暖かい歌詞が印象的なナンバー。「SMILE」は、各曲の相反した魅力の中で彼ら特有の感性が感じられるアルバムの代表曲である。その他にも、ディスコ・サウンドにファンクが加わった「FEELING」、エキサイティングなダンス・ロック「VERTIGO」、R&Bの感性を盛り込んだ「NEEDU」、リーダーのウン・ジウォンと共にWINNERのソン・ミノ、イ・スンフンが歌詞を手掛けた「BACKHUG」、EPIK HIGHのTABLOが作詞作曲したレトロ・サウンドが印象的な「DRINKING PROBLEM」、バラードの感性溢れるナンバー「NEVER AGAIN」など、様々なジャンルの音楽に彼らの特徴を表した幅広い音楽性を見せる作品となっている。64Pフォトブック(ヴァージョン別)、フォトカード1枚(6種のうち1種ランダム/ヴァージョン別)、初回限定封入ポスター(ヴァージョン共通)付き。 [注 1]。
- 仕様：CD1枚、64P写真集、フォトカード1枚（Type別各6種計12種のうち1種）、初回限定ポスター。

## 収録曲
1. SOMETHING SPECIAL(특별해) (03:19)

作詞：LIØN・UK JIN KANG、作曲：UK JIN KANG・DIGGY・LIØN、編曲：UK JIN KANG・DIGGY
★タイトル曲
2. FEELING(느낌이 와) (03:32)

作詞：LIØN・UK JIN KANG、作曲：UK JIN KANG・DIGGY・LIØN、編曲：UK JIN KANG・DIGGY
3. SMILE(웃어줘) (03:48)

作詞：LIØN、作曲： DIGGY・LIØN・UK JIN KANG、編曲：DIGGY・UK JIN KANG
★タイトル曲
4. NEED U(네가 필요해) (03:42)

作詞：iHwak、作曲：Rovin・iHwak、編曲：Rovin
5. BACKHUG(백허그) (03:20)

作詞：MIN YEON JAE・BIGTONE・EUN JI WON・MINO・HOONY、作曲：Q・BIGTONE・iHwak、編曲：Q
6. DRINKING PROBLEM(술끊자) (03:19)

作詞：Tablo、作曲：FUTURE BOUNCE・Tablo、編曲：FUTURE BOUNCE
7. VERTIGO(현기증) (03:34)

作詞：MIN YEON JAE・LIØN、作曲：UK JIN KANG・LIØN、編曲：UK JIN KANG
8. NEVER AGAIN(다신) (03:12)

作詞：iHwak、作曲：iHwak・Primeboi、編曲：Primeboi
9. IT'S BEEN A WHILE(오랜만이에요) (03:52)

作詞：UK JIN KANG・LIØN、作曲：UK JIN KANG・LIØN、編曲：UK JIN KANG

## PV
- 「SOMETHING SPECIAL」のPV - YouTube
- 「SMILE」のPV - YouTube